# Gustaf Kolthoff
Gustaf Isak Kolthoff (* 14. Dezember 1845 im Kirchspiel Sandhem, Västergötland; † 25. Oktober 1913 in Stockholm oder Börje församling in Uppsala län) war ein schwedischer Ornithologe und Forschungsreisender.

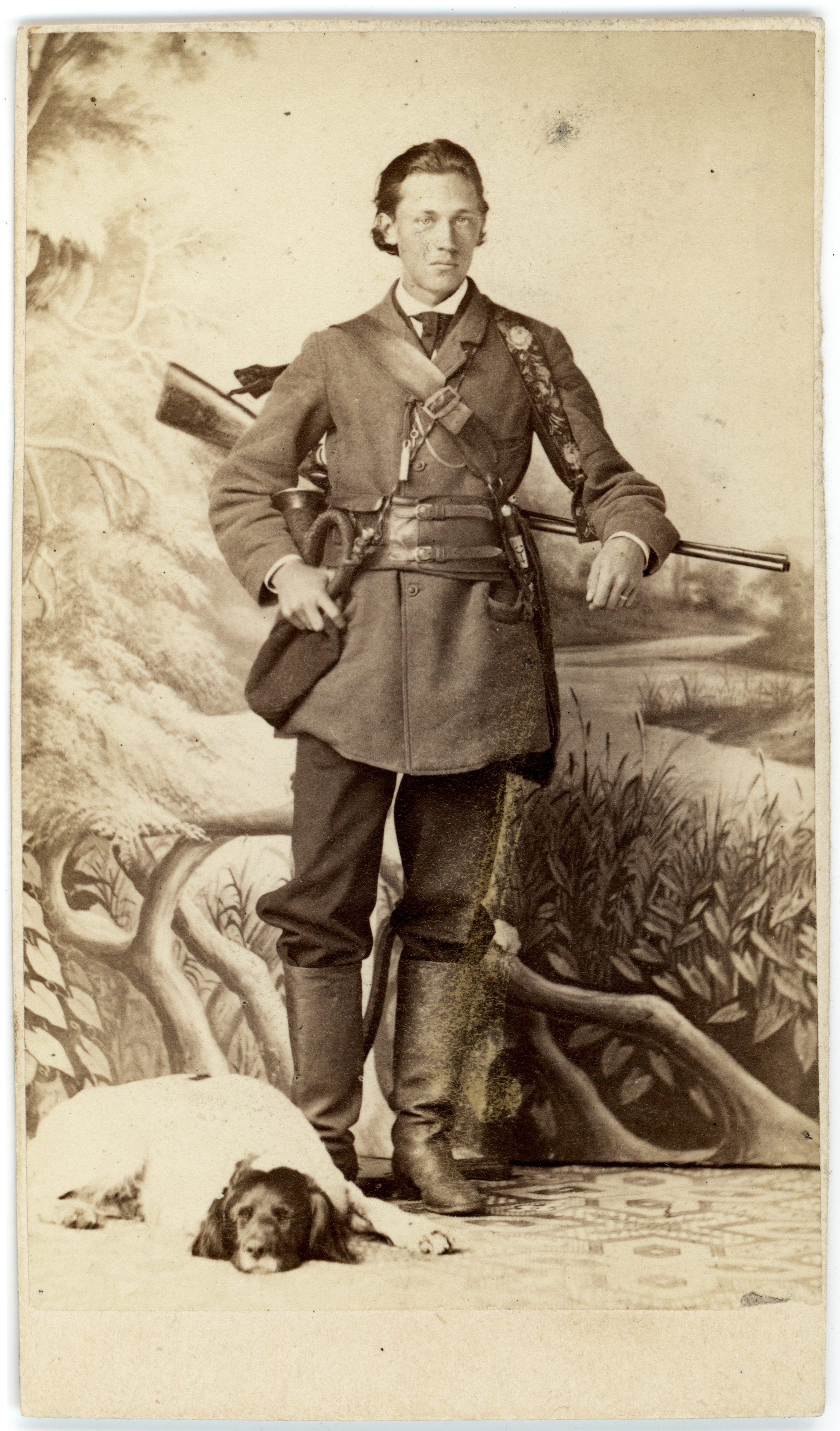
Gustaf Kolthoff ca. 1875.

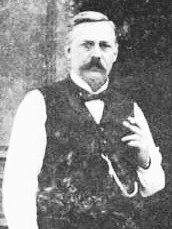
Gustaf Kolthofft 1915.

## Leben
Kolthoff war der Sohn von Johan Henrik Kolthoff und dessen Frau Sara Gustafva (geborene Friberger). Er wurde 1878 Konservator am Zoologischen Museum der Universität Uppsala. 1893 stiftete er zusammen mit Bruno Liljefors und Carl Bovallius (1844–1907) das Biologische Museum im Stockholmer Stadtteil Djurgården. Kolthoff war außerdem Leiter oder Teilnehmer verschiedener Forschungsreisen wie 1872 nach Island und den Färöern, 1883 mit Adolf Erik Nordenskiöld nach Grönland, 1887 zur norwegischen Eismeerküste und 1898 unter Alfred Gabriel Nathorst nach Spitzbergen. 1900 leitete er eine eigene zoologische Expedition nach Spitzbergen und zum nordöstlichen Grönland.
Kolthoff wurde 1907 anlässlich der Linné-Feier Ehrendoktor der Universität Uppsala.
Er war seit dem 4. Oktober 1870 mit Beata Charlotte Lovisa (geborene Lind af Hageby, 1833–1916) verheiratet. Er fand seine letzte Ruhestätte an der Südwand des Börje-Tempels.

## Schriften (Auswahl)
- Nordens Fåglar. (1895–99, zusammen mit L. A. Jägerskiöld).
- Vårt villebråd. 1896.
- Minnen från mina vandringar i naturen. 1897.
- Zur Herbstwanderung der nordischen Sumpfvögel. 1897.
- Ur djurens liv. zwei Teile, 1899–1901.
- Till Spetsbergen och Nordöstra Grönland, år 1900. 1901.
- Bidrag till kännedom om polartrakternas däggdjur och fåglar. 1903.
- Om förändringar i svenksa fågelfaunan i det förflutna halvseklet. 1907.
- Från när och fjärran. 1911.
- Djur och blommor. 1912.
- Hågkomster från ett jägarliv. 1979, gesammelte Artikel aus der Zeitschrift des schwedischen Jägerverbundes 1894–1913, postum.